# Boumerdès (provincie)
Boumerdès is een provincie (wilaya) van Algerije.
Boumerdès telt 802.083 inwoners (2008) op een oppervlakte van 1456 km².
De provincie bestaat uit 9 administratieve districten (daïra - zie detailkaart)
1. Baghlia
2. Boudouaou
3. Daïra de Bordj Ménaïel
4. Boumerdès
5. Dellys
6. Khemis El Kechna
7. Isser
8. Naciria
9. Thenia

De gemeentes in de provincie Boumerdès zijn, per administratieve regio, weetgegeven in de volgende tabel.
| Daïra            | Gemeentes                                                                       | Aantal gemeentes | Oppervlak km² | Oppervlak % | Bevolking (2008) |
| ---------------- | ------------------------------------------------------------------------------- | ---------------- | ------------- | ----------- | ---------------- |
| Baghlia          | Baghlia - Sidi Daoud - Taourga                                                  | 3                | 151,15        | 10,4        | 42 834           |
| Boudouaou        | Boudouaou - Boudouaou El Bahri - El Kharrouba - Bouzegza Keddara - Ouled Hedadj | 5                | 183,01        | 12,6        | 135 416          |
| Bordj Ménaiel    | Bordj Menaïel - Zemmouri - Leghata - Djinet                                     | 4                | 275,13        | 18,9        | 126 886          |
| Boumerdès        | Boumerdès - Corso - Tidjelabine                                                 | 3                | 83,53         | 5,7         | 60 652           |
| Dellys           | Dellys - Afir - Ben Choud                                                       | 3                | 129,93        | 8,9         | 56 162           |
| Khemis El Kechna | Khemis El Khechna - Ouled Moussa - Larbatache - Hammadi                         | 4                | 189,85        | 13,0        | 181 634          |
| Isser            | Isser - Si Mustapha - Timezrit - Chabet El Ameur                                | 4                | 190,31        | 13,1        | 88 117           |
| Naciria          | Naciria - Ouled Aïssa                                                           | 2                | 85,38         | 5,9         | 30 116           |
| Thénia           | Thénia - Souk El Had - Ammal - Béni Amrane                                      | 4                | 167,87        | 11,5        | 60 258           |
| Totaal           |                                                                                 | 32               | 1456,16       | 100         | 802 083          |

Adrar ·
Aïn Defla ·
Aïn Témouchent ·
Algiers ·
Annaba ·
Batna ·
Béchar ·
Béjaïa ·
Biskra ·
Blida ·
Bordj Bou Arréridj ·
Bouira ·
Boumerdès ·
Chlef ·
Constantine ·
Djelfa ·
El Bayadh ·
El Oued ·
El Tarf ·
Ghardaïa ·
Guelma ·
Illizi ·
Jijel ·
Khenchela ·
Laghouat ·
Médéa ·
Mila ·
Mostaganem ·
M'Sila ·
Mascara ·
Naama ·
Oran ·
Ouargla ·
Oum el-Bouaghi ·
Relizane ·
Saïda ·
Sétif ·
Sidi-bel-Abbès ·
Skikda ·
Souk Ahras ·
Tamanrasset ·
Tébessa ·
Tiaret ·
Tindouf ·
Tipaza ·
Tissemsilt ·
Tizi Ouzou ·
Tlemcen